# 斯图加特广播交响乐团
西南广播电台斯图加特交响乐团（德語：Radio-Sinfonieorchester Stuttgart des SWR）是位于德国斯图加特的交响乐团，前身是1945年由美国占区当局成立的斯图加特广播交响乐团（Sinfonieorchester von Radio Stuttgart），1949年改名为南德广播交响乐团（Sinfonieorchester des Süddeutschen Rundfunks），1975年改为现名。
2016年，西南广播公司因预算限制，决定将该团和西南广播电台巴登巴登与弗莱堡交响乐团合并为西南广播电台交响乐团。乐团于2016年7月28日由罗杰·诺林顿指挥，在逍遥音乐会上完成了最后一场演出。

## 首席指挥
- 汉斯·穆勒-克拉伊（德语：Hans Müller-Kray）（1948－1969年）
- 塞尔吉乌·切利比达克（1971－1977年）
- 内维尔·马里纳（1983－1989年）
- 詹路易吉·捷尔梅蒂（義大利語：Gianluigi Gelmetti）（1989－1998年）
- 罗杰·诺林顿（1998－2011年）
- 斯特凡纳·德内弗（2011－2016年）